# Pristidia prima
Pristidia prima là một loài nhện trong họ Clubionidae.
Loài này thuộc chi Pristidia. Pristidia prima được Christa L. Deeleman-Reinhold miêu tả năm 2001.